# Afef Ben Ismail
Afef Ben Ismail (in arabo عفاف بن إسماعيل‎?; Tunisi, 17 marzo 1994) è una canoista tunisina.
Ha partecipato ai Giochi di Londra 2012 e di Rio de Janeiro 2016 e di Tokyo 2020, gareggiando nelle specialità del K1 e K2.